# 오쿠이즈모정
오쿠이즈모정(일본어: 奥出雲町)은 일본 시마네현 니타군의 정이다.

## 지리
시마네현 동부 산간 지역에 위치한다. 주고쿠 산지의 준평원면에 해당하는 200~400m의 기복이 완만한 산지가 많지만, 요코타·마키·가메다케·아이 등에는 넓은 분지가 발달해 있다. 험난한 산지는 현 경계 부근과 운난시와의 경계 주변에 한정된다.
1급 하천 히이강의 원류부에 해당하며 주요 산으로는 남부 지역에 이즈모 지역의 최고봉이기도 한 사루마사야마산(1,267m), 센추잔산(1,142m), 아즈마산(1,238m), 다이노스야마산(1,026m) 등이 있다.

## 역사
- 2005년 3월 31일 - 니타군 요코타정과 니타정이 신설 합병해 오쿠이즈모정이 되었다.

## 교통

### 철도
- 서일본 여객철도 기스키선

### 도로
- 국도 제314호선 (일본)(일본어판)
- 국도 제432호선 (일본)(일본어판)